# Pale Waves
Pale Waves je anglická indie rocková skupina z Manchesteru. V roce 2014 ji původně pod názvem Creek založily frontmanka a kytaristka Heather Baron-Gracie a bubenice Ciara Doran, když se seznámily během univerzitního studia v Manchesteru. K nim se později připojili kytarista Hugo Silvani a baskytarista Charlie Wood.
Raná tvorba Pale Waves je často označována jako indie rock nebo synth-pop inspirovaný 80. léty. S druhým albem však kapela začala experimentovat s pop punkem.
Po uzavření nahrávací smlouvy s vydavatelstvím Dirty Hit v roce 2017 vydali Pale Waves svůj debutní singl There's a Honey, následovaný Television Romance. Debutní EP All the Things I Never Said vyšlo v únoru 2018 a v září vyšlo debutní album My Mind Makes Noises. Druhé album, Who Am I?, vyšlo v únoru 2021. Třetí album, Unwanted, má být vydáno v srpnu 2022.

## Historie

### 2014–2017: Založení a počátky kariéry

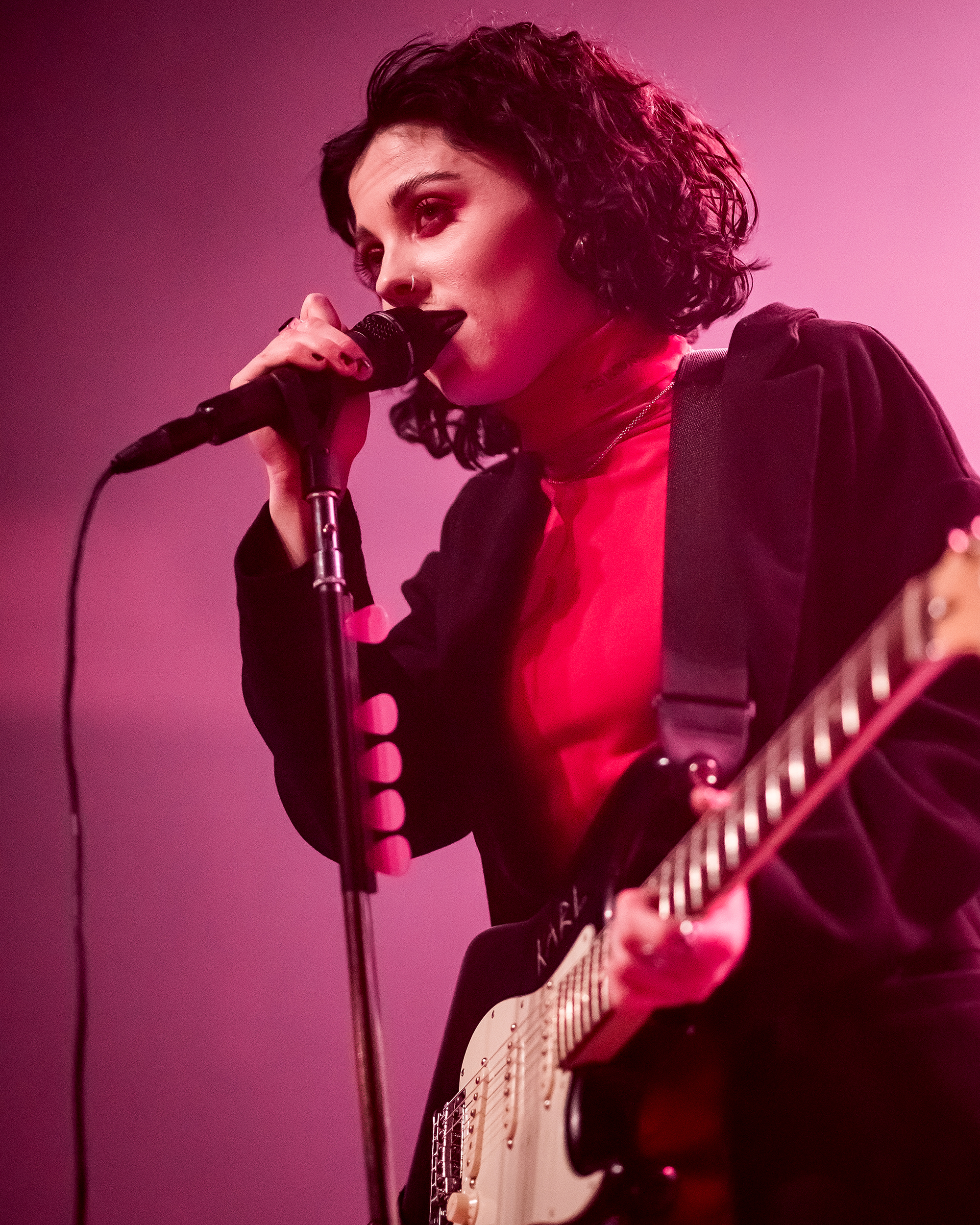
Pale Waves are fronted by singer-guitarist Heather Baron-Gracie.

Kapela Pale Waves byla založena v roce 2014, když se bubenice Ciara Doran seznámila s Heather Baron-Gracie během jejich studia v Manchesteru. Původně svou skupinu pojmenovaly „Creek“ (česky „říčka"), ale brzy název změnily na „Pale Waves“ (česky „Bledé vlny“) podle obrazu, který namalovala babička Baron-Gracie.
Doran a Baron-Gracie původně angažovaly druhého kytaristu Bena Batemana a baskytaristu Ryana Marsdena, aby doplnili sestavu, ale ti krátce nato z kapely odešli a nahradili je současný baskytarista Charlie Wood a druhý kytarista Hugo Silvani. V roce 2015 Pale Waves nahráli a vydali první demonahrávky. Díky nim byla kapela doporučena hudebnímu vydavatelství Dirty Hit, s nímž v roce 2017 podepsala smlouvu.

### 2018–2019:All the Things I Never SaidandMy Mind Makes Noises
V rozhovoru pro BBC Baron-Gracie hovořila o vývoji debutového alba a o jeho temnějším tónu: „Písně, které jsme teď vydali, jsou hodně ovlivněné romantikou. Na albu mluvím o spoustě svých temnějších témat. Mluvím o spoustě věcí, které se odehrávají spíše v mé mysli než v mém srdci.“
Debutní EP kapely, All the Things I Never Said, bylo vydáno digitálně 20. února 2018.
V rozhovoru pro časopis NME na začátku září 2018 kapela prozradila, že po debutovém albu pracuje na novém EP. Baron-Gracie hovořila o tom, že nové EP se bude přiklánět k pop punku a rock'n'rollu a bude se dotýkat témat jako politika, přijetí a sexualita. Debutové album kapely, My Mind Makes Noises, vyšlo 14. září 2018 a dostalo se na osmé místo britského žebříčku UK Albums Chart.

### 2019–2022:Who Am I?
V září 2019 kapela uvedla, že na EP dál již pracovat nebudou a raději se zaměří na druhé album.
V březnu 2020 se členové Pale Waves stali účastníky dopravní nehody, když jeli podpořit Halsey do Berlína. Autobus skupiny sjel ze silnice a skupina v něm zůstala uvězněná. Při nehodě utrpěli lehká zranění a tourbus vyhořel. Ciara Doranová na Instagramu popsala incident takto: „Upřímně jsme si mysleli, že zemřeme. Zranění se zahojí, ale tohle ve mně a ve všech zúčastněných zůstane navždy.“
Jelikož Baron-Gracie i Doran jsou členky komunity LQBTQ+, chtěly, aby nové album tuto skutečnost odráželo, přičemž Baron-Gracie v rozhovoru pro DIY uvedla, že chce být „hlasem pro LGBTQ+ lidi“. Album bylo částečně nahráno v Los Angeles, ale omezení související s pandemií covidu-19 přinutila kapelu vrátit se do Velké Británie a zbytek alba dokončit na dálku. O nahrávání alba během pandemie Baron-Gracie přiznala: „Pro mě je hudba a umění pro lidi, aby se necítili tak osamělí a izolovaní. Chci být tou osobou, ke které moji fanoušci vzhlížejí a v níž nacházejí útěchu.“ Album Who Am I? vyšlo 12. února 2021 a dostalo se na třetí místo žebříčku UK Albums Chart.

### 2022-současnost:Unwanted
Třetí studiové album kapely, Unwanted, má být vydáno 12. srpna 2022.

## Hudební styl
Pale Waves byli označeni jako indie pop, indie rock, synth-pop, pop-punk, pop rock, dream pop, a pop. Kapela označila například umělce The Blue Nile, Prince, The Cranberries, Cocteau Twins, The 1975, Alanis Morissette a Avril Lavigne jako své vlivy.
Baron-Gracie uvedla: „Mám ráda hodně umělců z 80. let, jako je Prince a Madonna. 'Purple Rain' je jedna z mých nejoblíbenějších písní všech dob. Ale miluju i The Cure. Miluju písničky, které vám dají melodie, které si můžete kdykoli zazpívat, ale uvnitř těchto melodií jsou věci, které vám zlomí srdce.“ V rozhovoru pro deník The Irish Times Baron-Gracie uvedla jako svůj hlavní hlasový vliv Dolores O'Riordan: „Miluji The Cranberries. Byli úžasní. K Dolores O'Riordan jsem rozhodně vzhlížela. Má jeden z mých nejoblíbenějších hlasů všech dob. Vyzařoval z ní takový přístup – byla naprosto svá. Líbil se mi její smysl pro módu, byla to taková pohodová osoba.“
U druhého alba, Who Am I?, Baron-Gracie uvedla za vlivy country umělce The Chicks and Kacey Musgraves, zejména „v té melodické části nahrávky“.

## Členové
Současní členové
- Heather Baron-Gracie – zpěv, kytara, klávesy (2014–současnost)
- Ciara Doran – bicí, klávesy, syntetizátory, programování (2014–současnost)
- Hugo Silvani – kytara, klávesy (2015–současnost)
- Charlie Wood – basová kytara, klávesy (2015–současnost)

Dřívější členové
- Ben Bateman – kytara (2014–2015)
- Ryan Marsden – basová kytara (2014–2015)

## Diskografie

### Studiová alba
| Název                | Datum vydání               | Detaily                                                                        |
| -------------------- | -------------------------- | ------------------------------------------------------------------------------ |
| My Mind Makes Noises | 14. září 2018              | Vydavatel: Dirty Hit Formát: CD, LP, kazeta, digitálně ke stažení, streamování |
| Who Am I?            | 12. února 2021             | Vydavatel: Dirty Hit Formát: CD, LP, kazeta, digitálně ke stažení, streamování |
| Unwanted             | 12. srpna 2022 (plánované) | Vydavatel: Dirty Hit Formát: CD, LP, kazeta, digitálně ke stažení, streamování |

### EP
| Název                       | Datum vydání                      | Detaily                                                           |
| --------------------------- | --------------------------------- | ----------------------------------------------------------------- |
| All the Things I Never Said | 20. února 2018 16. března (vinyl) | Vydavatel: Dirty Hit Formát: digitálně ke stažení, vinylová deska |
| Deezer Sessions             | 18. ledna 2019                    | Vydavatel: Dirty Hit Formát: digitálně ke stažení                 |
| Apple Music Home Session    | 16. dubna 2021                    | Vydavatel: Dirty Hit Formát: digitálně ke stažení                 |

### Singly
| Název                                    | Rok  | Album                |
| ---------------------------------------- | ---- | -------------------- |
| "Television Romance" / "There's a Honey" | 2017 | My Mind Makes Noises |
| "New Year's Eve"                         | 2017 | My Mind Makes Noises |
| "My Obssesion"                           | 2017 | My Mind Makes Noises |
| "The Tide"                               | 2018 | My Mind Makes Noises |
| "Heavenly"                               | 2018 | My Mind Makes Noises |
| "Kiss"                                   | 2018 | My Mind Makes Noises |
| "Noises"                                 | 2018 | My Mind Makes Noises |
| "Eighteen"                               | 2018 | My Mind Makes Noises |
| "Black"                                  | 2018 | My Mind Makes Noises |
| "One More Time"                          | 2018 | My Mind Makes Noises |
| "Change"                                 | 2020 | Who Am I?            |
| "She's My Religion"                      | 2020 | Who Am I?            |
| "Easy"                                   | 2021 | Who Am I?            |
| "You Don't Own Me"                       | 2021 | Who Am I?            |
| "Fall to Pieces"                         | 2021 | Who Am I?            |
| "Lies"                                   | 2022 | Unwanted             |
| "Reasons to Live"                        | 2022 | Unwanted             |
| "Jealousy"                               | 2022 | Unwanted             |
| "The Hard Way"                           | 2022 | Unwanted             |

## Hudební videa
| Název                | Rok  | Režie                                  | Album                |
| -------------------- | ---- | -------------------------------------- | -------------------- |
| "There's a Honey"    | 2017 | Silent Tapes                           | My Mind Makes Noises |
| "Television Romance" | 2017 | Samuel Burgess-Johnson and Matty Healy | My Mind Makes Noises |
| "New Year's Eve"     | 2017 | Stephen Agnew                          | My Mind Makes Noises |
| "My Obsession"       | 2017 | Stephen Agnew                          | My Mind Makes Noises |
| "The Tide"           | 2018 | Andy Deluca                            | My Mind Makes Noises |
| "Heavenly"           | 2018 | Adam Powell                            | My Mind Makes Noises |
| "Kiss"               | 2018 | Robert Hales                           | My Mind Makes Noises |
| "Noises"             | 2018 | Gareth Phillips                        | My Mind Makes Noises |
| "Eighteen"           | 2018 | Adam Powell                            | My Mind Makes Noises |
| "One More Time"      | 2018 | Sophia + Robert                        | My Mind Makes Noises |
| "Change"             | 2020 | Johnny Goddard                         | Who Am I?            |
| "She's My Religion"  | 2020 | Jess Kohl                              | Who Am I?            |
| "Easy"               | 2021 | James Slater                           | Who Am I?            |
| "You Don't Own Me"   | 2021 | Heather Baron-Gracie & Kelsi Luck      | Who Am I?            |
| "Fall To Pieces"     | 2021 | Callum Lloyd-James                     | Who Am I?            |
| "Lies"               | 2022 | Vasilisa Forbes                        | Unwanted             |
| "Jealousy"           | 2022 | Vasilisa Forbes                        | Unwanted             |
| "Reasons To Live"    | 2022 | Vasilisa Forbes                        | Unwanted             |